# Rajd Australii 1999
Rezultaty Rajdu Australii (12th Telstra Rally Australia), eliminacji Rajdowych Mistrzostw Świata w 1999 roku, który odbył się w dniach 4-7 listopada. Była to trzynasta runda czempionatu w tamtym roku i siódma na szutrze, a także trzynasta w Production World Rally Championship. Bazą rajdu było miasto Perth. Zwycięzcami rajdu została brytyjska załoga Richard Burns i Robert Reid w Subaru Imprezie WRC. Wyprzedzili oni Hiszpanów Carlosa Sainza i Luisa Moyę w Toyocie Corolli WRC oraz Tommiego Mäkinen i Rista Mannisenmäkiego w Mitsubishi Lancerze Evo VI. Z kolei w Production WRC zwyciężyła japońsko-brytyjska załoga Toshihiro Arai i Roger Freeman w Subaru Imprezie 555.
Rajdu nie ukończyło cztery załogi fabryczne. Francuz Didier Auriol w Toyocie Corolli WRC miał awarię silnika na 7. odcinku specjalnym. Fin Juha Kankkunen w Subaru Imprezie WRC wycofał się na 5. odcinku specjalnym z powodu uszkodzenia zawieszenia. Rajdu nie ukończył również kierowca Forda Focusa WRC Brytyjczyk Colin McRae, który miał wypadek na 13. oesie. Kierowca Seata Córdoby WRC Włoch Piero Liatti miał awarię skrzyni biegów na 12. oesie. Na tym samym odcinku specjalnym z rajdu odpadł Francuz François Delecour w Peugeocie 206 WRC, któremu zepsuła się skrzynia biegów.
Mäkinen ukończył rajd na 3. pozycji, która zagwarantowała mu zdobycie czwartego z rzędu tytułu mistrza świata na jeden rajd przed końcem sezonu (Mäkinen miał wówczas 10 punktów przewagi, ale więcej zwycięstw od Auriola).

## Klasyfikacja ostateczna
| Miejsce                | Zawodnik               | Pilot                  | Samochód                     | Czas                   | Strata                 | Grupa                  | Punkty                 |                        |
| Klasyfikacja generalna | Klasyfikacja generalna | Klasyfikacja generalna | Klasyfikacja generalna       | Klasyfikacja generalna | Klasyfikacja generalna | Klasyfikacja generalna | Klasyfikacja generalna | Klasyfikacja generalna |
| ---------------------- | ---------------------- | ---------------------- | ---------------------------- | ---------------------- | ---------------------- | ---------------------- | ---------------------- | ---------------------- |
| 1.                     | Richard Burns          | Robert Reid            | Subaru Impreza WRC           | 3:44:31.5              |                        | A8 M                   | 10                     |                        |
| 2.                     | Carlos Sainz           | Luis Moya              | Toyota Corolla WRC           | 3:44:43.1              | +11.6                  | A8 M                   | 6                      |                        |
| 3.                     | Tommi Mäkinen          | Risto Mannisenmäki     | Mitsubishi Lancer Evo VI     | 3:49:02.9              | +4:31.4                | A8 M                   | 4                      |                        |
| 4.                     | Freddy Loix            | Sven Smeets            | Mitsubishi Carisma GT Evo VI | 3:52:04.0              | +7:32.5                | A8 M                   | 3                      |                        |
| 5.                     | Marcus Grönholm        | Timo Rautiainen        | Peugeot 206 WRC              | 3:52:33.4              | +8:01.9                | A8 M                   | 2                      |                        |
| 6.                     | Harri Rovanperä        | Risto Pietiläinen      | SEAT Córdoba WRC             | 3:52:44.3              | +8:12.8                | A8 M                   | 1                      |                        |
| 7.                     | Thomas Rådström        | Fred Gallagher         | Ford Focus WRC               | 3:53:01.2              | +8:29.7                | A8 M                   |                        |                        |
| 8.                     | Toshihiro Arai         | Roger Freeman          | Subaru Impreza 555           | 4:05:49.8              | +21:18.3               | N4                     |                        |                        |
| 9.                     | Kenneth Eriksson       | Staffan Parmander      | Hyundai Coupe Kit Car Evo2   | 4:05:58.4              | +21:26.9               | A7 2L                  |                        |                        |
| 10.                    | Martin Rowe            | Derek Ringer           | Renault Mégane Maxi          | 4:06:29.1              | +21:57.6               | A7 2L                  |                        |                        |
| PWRC                   |                        |                        |                              |                        |                        |                        |                        |                        |
| 1. (8.)                | Toshihiro Arai         | Roger Freeman          | Subaru Impreza 555           | 4:05:49.8              |                        | N4                     | 10                     |                        |
| 2. (11.)               | Ed Ordynski            | Iain Stewart           | Mitsubishi Lancer Evo V      | 4:06:39.9              | +50.1                  | N4                     | 6                      |                        |
| 3. (12.)               | Uwe Nittel             | Terry Harryman         | Mitsubishi Lancer Evo V      | 4:07:03.9              | +1:41.1                | N4                     | 4                      |                        |
| 4. (15.)               | Katsuhiko Taguchi      | Ron Teoh               | Mitsubishi Lancer Evo VI     | 4:12:08.8              | +6:19.0                | N4                     | 3                      |                        |
| 5. (17.)               | Yujiro Nishio          | Akirako Yamaguchi      | Mitsubishi Carisma GT Evo V  | 4:13:45.2              | +7:55.4                | N4                     | 2                      |                        |
| 6. (18.)               | Dean Herridge          | Jim Carlton            | Subaru Impreza 555           | 4:13:51.7              | +8:01.9                | N4                     | 1                      |                        |
| 2L WRC                 |                        |                        |                              |                        |                        |                        |                        |                        |
| 1 (9.)                 | Kenneth Eriksson       | Staffan Parmander      | Hyundai Coupe Kit Car Evo2   | 4:05:58.4              | -                      | A7 2L                  |                        |                        |
| 2 (10.)                | Martin Rowe            | Derek Ringer           | Renault Mégane Maxi          | 4:06:29.1              | +30.7                  | A7 2L                  |                        |                        |
| 3 (14.)                | Alister McRae          | David Senior           | Hyundai Coupe Kit Car Evo2   | 4:11:58.8              | +6:00.4                | A7 2L                  |                        |                        |

1. ↑  Litera M przy oznaczeniu grupy do której należy samochód oznacza, iż tylko ci kierowcy zdobywali punkty dla swoich zespołów liczonych w klasyfikacji producentów na koniec sezonu.

## Zwycięzcy odcinków specjalnych
| Dzień     | Odcinek | G. rozp. | Nazwa                | Długość  | Zwycięzca                  | Czas    | Lider rajdu   |
| --------- | ------- | -------- | -------------------- | -------- | -------------------------- | ------- | ------------- |
| 1 (4 LIS) | SS1     | 18:42    | Langley Park Super 1 | 2.20 km  | Colin McRae                | 1:35.5  | Colin McRae   |
| 2 (5 LIS) | SS2     | 08:42    | York Railway         | 5.30 km  | Didier Auriol              | 2:36.8  | Didier Auriol |
| 2 (5 LIS) | SS3     | 09:17    | Muresk 1             | 6.81 km  | Didier Auriol              | 3:28.9  | Didier Auriol |
| 2 (5 LIS) | SS4     | 09:28    | Muresk 2             | 6.81 km  | Didier Auriol              | 3:25.3  | Didier Auriol |
| 2 (5 LIS) | SS5     | 11:21    | Beraking             | 28.59 km | Tommi Mäkinen              | 15:54.2 | Didier Auriol |
| 2 (5 LIS) | SS6     | 12:17    | Atkins 1             | 4.42 km  | Richard Burns              | 3:00.9  | Colin McRae   |
| 2 (5 LIS) | SS7     | 13:40    | Kevs                 | 10.18 km | Colin McRae                | 5:48.4  | Colin McRae   |
| 2 (5 LIS) | SS8     | 14:04    | Flynns               | 34.01 km | Richard Burns              | 20:00.0 | Tommi Mäkinen |
| 2 (5 LIS) | SS9     | 15:43    | Helena               | 30.05 km | Carlos Sainz               | 16:36.9 | Carlos Sainz  |
| 2 (5 LIS) | SS10    | 16:20    | Atkins 2             | 4.42 km  | Carlos Sainz               | 17:04.3 | Carlos Sainz  |
| 2 (5 LIS) | SS11    | 19:22    | Langley Park Super 2 | 2.20 km  | Carlos Sainz               | 1:36.0  | Carlos Sainz  |
| 3 (6 LIS) | SS12    | 07:46    | Murray Pines 1       | 18.53 km | Richard Burns              | 10:56.2 | Richard Burns |
| 3 (6 LIS) | SS13    | 09:04    | Harvey Weir          | 8.19 km  | Richard Burns              | 4:47.5  | Richard Burns |
| 3 (6 LIS) | SS14    | 10:04    | Stirling West        | 15.89 km | Richard Burns              | 9:37.5  | Richard Burns |
| 3 (6 LIS) | SS15    | 10:27    | Stirling East        | 35.48 km | Carlos Sainz               | 19:58.0 | Richard Burns |
| 3 (6 LIS) | SS16    | 12:41    | Wellington Dam       | 45.42 km | Richard Burns              | 25:40.8 | Richard Burns |
| 3 (6 LIS) | SS17    | 14:29    | Brunswick            | 16.63 km | Carlos Sainz Richard Burns | 9:14.6  | Richard Burns |
| 3 (6 LIS) | SS18    | 16:16    | Murray Pines 2       | 18.53 km | Carlos Sainz               | 10:49.2 | Richard Burns |
| 3 (6 LIS) | SS19    | 19:29    | Langley Park Super 3 | 2.20 km  | Carlos Sainz               | 1:36.4  | Richard Burns |
| 4 (7 LIS) | SS20    | 07:32    | Bunnings West        | 35.29 km | Carlos Sainz               | 17:38.6 | Richard Burns |
| 4 (7 LIS) | SS21    | 08:52    | Bunnings North       | 36.84 km | Richard Burns              | 19:47.9 | Richard Burns |
| 4 (7 LIS) | SS22    | 10:42    | Bunnings South       | 25.16 km | Carlos Sainz               | 15:09.2 | Richard Burns |
| 4 (7 LIS) | SS23    | 12:30    | Michelin TV Stage    | 2.73 km  | Carlos Sainz               | 1:36.1  | Richard Burns |

## Klasyfikacja po 13 rundach
Tabele przedstawiają tylko pięć pierwszych miejsc.

### Kierowcy
| Lp. | Kierowca       | Pkt |
| --- | -------------- | --- |
| 1   | Tommi Mäkinen  | 62  |
| 2   | Didier Auriol  | 52  |
| 3   | Richard Burns  | 45  |
| 4   | Carlos Sainz   | 44  |
| 5   | Juha Kankkunen | 38  |

### Producenci
| Lp. | Producent                    | Pkt |
| --- | ---------------------------- | --- |
| 1   | Toyota Castrol Team          | 109 |
| 2   | Subaru WRT                   | 89  |
| 3   | Marlboro Mitsubishi Ralliart | 81  |
| 4   | Ford Motor Co. Ltd.          | 36  |
| 5   | Seat Sport                   | 19  |